# باول كلينتون
باول كلينتون (بالإنجليزية: Paul Clinton)‏ هو صحفي أمريكي، ولد في 11 فبراير 1951 في كولومبوس في الولايات المتحدة، وتوفي في 30 يناير 2006.

## روابط خارجية
- باول كلينتون على موقع IMDb (الإنجليزية)